# Pont International Baron de Mauá
Le pont international Baron de Mauá est un pont en arc reliant Río Branco, dans le département de Cerro Largo (Uruguay) à Jaguarão, dans l'État de Rio Grande do Sul (Brésil).